# Grandes Sucessos (Abril Cultural)
Grandes Sucessos foi uma coleção de obras literárias consideradas clássicas e/ou que obtiveram grande sucesso editorial, lançada pela Abril Cultural entre os anos de 1980 e 1983. A coleção foi lançada no segundo semestre de 1980, tendo como primeiro título "O Dia do Chacal", ao custo então de Cr$ 95,00. A coleção completa chegou a 113 livros na Série Branca e 24 livros na Série Preta. O sucesso da coleção levou a editora a trabalhar com tiragens médias de 100 mil exemplares por obra.

## Volumes

### Série Branca
| Título                              | Autor                    | Tradutor                 | ISBN                                        |
| ----------------------------------- | ------------------------ | ------------------------ | ------------------------------------------- |
| Adeus à Mulher Selvagem, O          | Henri Coulonges          | -                        | Erro de parâmetro em {ISBN}: Faltando ISBN. |
| Admirável Mundo Novo                | Aldous Huxley            | -                        | Erro de parâmetro em {ISBN}: Faltando ISBN. |
| Águia Pousou, A                     | Jack Higgins             | -                        | Erro de parâmetro em {ISBN}: Faltando ISBN. |
| Alma de Anna Klane, A               | Terrel Miedaner          | -                        | Erro de parâmetro em {ISBN}: Faltando ISBN. |
| Amanuense Belmiro, O                | Cyro dos Anjos           | -                        | Erro de parâmetro em {ISBN}: Faltando ISBN. |
| Americano Tranquilo, O              | Graham Greene            | -                        | Erro de parâmetro em {ISBN}: Faltando ISBN. |
| Americanos Estão Chegando, Os       | Daphne Du Maurier        | -                        | Erro de parâmetro em {ISBN}: Faltando ISBN. |
| Apelo da Selva, O                   | Jack London              | -                        | Erro de parâmetro em {ISBN}: Faltando ISBN. |
| Arlequim                            | Morris West              | -                        | Erro de parâmetro em {ISBN}: Faltando ISBN. |
| Ateneu, O                           | Raul Pompéia             | -                        | Erro de parâmetro em {ISBN}: Faltando ISBN. |
| Aventuras de Tom Sawyer, As         | Mark Twain               | -                        | Erro de parâmetro em {ISBN}: Faltando ISBN. |
| Beijo da Morte, O                   | Ira Levin                | -                        | Erro de parâmetro em {ISBN}: Faltando ISBN. |
| Bel-Ami                             | Guy de Maupassant        | -                        | Erro de parâmetro em {ISBN}: Faltando ISBN. |
| Boa Terra, A                        | Pearl S. Buck            | -                        | Erro de parâmetro em {ISBN}: Faltando ISBN. |
| Cama Desfeita, A                    | Françoise Sagan          | -                        | Erro de parâmetro em {ISBN}: Faltando ISBN. |
| Caminho da Liberdade                | Howard Fast              | -                        | Erro de parâmetro em {ISBN}: Faltando ISBN. |
| Canção nas Trevas, Uma              | Edgar Wallace            | -                        | Erro de parâmetro em {ISBN}: Faltando ISBN. |
| Carrie                              | Stephen King             | -                        | Erro de parâmetro em {ISBN}: Faltando ISBN. |
| Casais Trocados                     | John Updike              | -                        | Erro de parâmetro em {ISBN}: Faltando ISBN. |
| Caso dos Dez Negrinhos, O           | Agatha Christie          | -                        | Erro de parâmetro em {ISBN}: Faltando ISBN. |
| Certo Capitão Rodrigo, Um           | Érico Veríssimo          | -                        | Erro de parâmetro em {ISBN}: Faltando ISBN. |
| Chão Trágico                        | Erskine Caldwell         | -                        | Erro de parâmetro em {ISBN}: Faltando ISBN. |
| Chefão, O                           | Mario Puzo               | -                        | Erro de parâmetro em {ISBN}: Faltando ISBN. |
| Cidade e as Estrelas, A             | Arthur C. Clarke         | -                        | Erro de parâmetro em {ISBN}: Faltando ISBN. |
| Ciociara, A                         | Alberto Moravia          | -                        | Erro de parâmetro em {ISBN}: Faltando ISBN. |
| Ciranda de Pedra                    | Lygia Fagundes Telles    | -                        | Erro de parâmetro em {ISBN}: Faltando ISBN. |
| Colecionador, O                     | John Fowles              | Fernando de Castro Ferro | Erro de parâmetro em {ISBN}: Faltando ISBN. |
| Colinas da Ira, As                  | Leon Uris                | -                        | Erro de parâmetro em {ISBN}: Faltando ISBN. |
| Coma                                | Robin Cook               | -                        | Erro de parâmetro em {ISBN}: Faltando ISBN. |
| Comédia Humana, A                   | William Saroyan          | -                        | Erro de parâmetro em {ISBN}: Faltando ISBN. |
| Complexo de Portnoy                 | Philip Roth              | -                        | Erro de parâmetro em {ISBN}: Faltando ISBN. |
| Contraponto                         | Aldous Huxley            | -                        | Erro de parâmetro em {ISBN}: Faltando ISBN. |
| Cortiço, O                          | Aluízio Azevedo          | -                        | Erro de parâmetro em {ISBN}: Faltando ISBN. |
| De Bar em Bar                       | Judith Rossner           | -                        | Erro de parâmetro em {ISBN}: Faltando ISBN. |
| Dia do Chacal, O                    | Frederick Forsyth        | -                        | Erro de parâmetro em {ISBN}: Faltando ISBN. |
| Dom Casmurro                        | Machado de Assis         | -                        | Erro de parâmetro em {ISBN}: Faltando ISBN. |
| The Odessa File                     | Frederick Forsyth        | -                        | Erro de parâmetro em {ISBN}: Faltando ISBN. |
| Em Algum Lugar do Passado           | Richard Matheson         | -                        | Erro de parâmetro em {ISBN}: Faltando ISBN. |
| Emmeline                            | Judith Rossner           | -                        | Erro de parâmetro em {ISBN}: Faltando ISBN. |
| Espártaco                           | Howard Fast              | -                        | Erro de parâmetro em {ISBN}: Faltando ISBN. |
| Espião que Saiu do Frio, O          | John Le Carré            | -                        | Erro de parâmetro em {ISBN}: Faltando ISBN. |
| Estranho no Espelho, Um             | Sidney Sheldon           | -                        | Erro de parâmetro em {ISBN}: Faltando ISBN. |
| Estrela Sobe, A                     | Marques Rebelo           | -                        | Erro de parâmetro em {ISBN}: Faltando ISBN. |
| Eugenia Grandet                     | Honoré de Balzac         | -                        | Erro de parâmetro em {ISBN}: Faltando ISBN. |
| Exodus                              | Leon Uris                | -                        | Erro de parâmetro em {ISBN}: Faltando ISBN. |
| Expresso do Oriente                 | Graham Greene            | -                        | Erro de parâmetro em {ISBN}: Faltando ISBN. |
| Fator Humano, O                     | Graham Greene            | -                        | Erro de parâmetro em {ISBN}: Faltando ISBN. |
| Feijão e o Sonho, O                 | Orígenes Lessa           | -                        | Erro de parâmetro em {ISBN}: Faltando ISBN. |
| Fogo Morto                          | José Lins do Rego        | -                        | Erro de parâmetro em {ISBN}: Faltando ISBN. |
| Gente Como a Gente                  | Judith Guest             | -                        | Erro de parâmetro em {ISBN}: Faltando ISBN. |
| Giovanni                            | James Baldwin            | -                        | Erro de parâmetro em {ISBN}: Faltando ISBN. |
| Golpe, O                            | John Updike              | -                        | Erro de parâmetro em {ISBN}: Faltando ISBN. |
| Grande Gatsby, O                    | F. Scott Fitzgerald      | -                        | Erro de parâmetro em {ISBN}: Faltando ISBN. |
| Grande Hotel                        | Vicki Baum               | -                        | Erro de parâmetro em {ISBN}: Faltando ISBN. |
| Grupo, O                            | Mary McCarthy            | -                        | Erro de parâmetro em {ISBN}: Faltando ISBN. |
| Love Story - Uma História de Amor   | Erich Segal              | -                        | Erro de parâmetro em {ISBN}: Faltando ISBN. |
| História de Pobres Amantes          | Vasco Pratolini          | -                        | Erro de parâmetro em {ISBN}: Faltando ISBN. |
| Homem Casado, Um                    | Piers Paul Read          | -                        | Erro de parâmetro em {ISBN}: Faltando ISBN. |
| Homem Demolido, O                   | Alfred Bester            | -                        | Erro de parâmetro em {ISBN}: Faltando ISBN. |
| Homem Que Via o Trem Passar, O      | Georges Simenon          | -                        | Erro de parâmetro em {ISBN}: Faltando ISBN. |
| Horizonte Perdido                   | James Hilton             | -                        | Erro de parâmetro em {ISBN}: Faltando ISBN. |
| Horror em Amityville                | Jay Anson                | -                        | Erro de parâmetro em {ISBN}: Faltando ISBN. |
| Imprecador, O                       | René-Victor Pilhes       | -                        | Erro de parâmetro em {ISBN}: Faltando ISBN. |
| Infância dos Mortos (Pixote)        | José Louzeiro            | -                        | Erro de parâmetro em {ISBN}: Faltando ISBN. |
| Invasores de Corpos, Os             | Jack Finney              | -                        | Erro de parâmetro em {ISBN}: Faltando ISBN. |
| Jornada da Esperança                | Brian Aldiss             | -                        | Erro de parâmetro em {ISBN}: Faltando ISBN. |
| Ladrão de Casaca                    | Maurice Leblanc          | -                        | Erro de parâmetro em {ISBN}: Faltando ISBN. |
| Lolita                              | Vladimir Nabokov         | -                        | Erro de parâmetro em {ISBN}: Faltando ISBN. |
| Lúcio Flávio - Passageiro da Agonia | José Louzeiro            | -                        | Erro de parâmetro em {ISBN}: Faltando ISBN. |
| Madame Bovary                       | Gustave Flaubert         | -                        | Erro de parâmetro em {ISBN}: Faltando ISBN. |
| Madame Ex                           | Herve Bazin              | -                        | Erro de parâmetro em {ISBN}: Faltando ISBN. |
| Manon Lescaut                       | Abade Prevoste           | -                        | Erro de parâmetro em {ISBN}: Faltando ISBN. |
| Marnie                              | Winston Graham           | -                        | Erro de parâmetro em {ISBN}: Faltando ISBN. |
| Mas Não se Mata Cavalo?             | Horace McCoy             | -                        | Erro de parâmetro em {ISBN}: Faltando ISBN. |
| Massacre em Estocolmo               | Maj Sjöwall e Per Wahlöö | -                        | Erro de parâmetro em {ISBN}: Faltando ISBN. |
| Menina do Fim da Rua, A             | Laird Koenig             | -                        | Erro de parâmetro em {ISBN}: Faltando ISBN. |
| Minha Prima Raquel                  | Daphne Du Maurier        | -                        | Erro de parâmetro em {ISBN}: Faltando ISBN. |
| Morro dos Ventos Uivantes, O        | Emily Bronte             | -                        | Erro de parâmetro em {ISBN}: Faltando ISBN. |
| Nada de Novo no Front               | Erich Maria Remarque     | - Helen Rumjanek         | Erro de parâmetro em {ISBN}: Faltando ISBN. |
| Oitavo Passageiro, O                | Alan Dean Foster         | -                        | Erro de parâmetro em {ISBN}: Faltando ISBN. |
| Orgulho e Preconceito               | Jane Austen              | -                        | Erro de parâmetro em {ISBN}: Faltando ISBN. |
| Pais e Filhos                       | Ivan Turgueniev          | -                        | Erro de parâmetro em {ISBN}: Faltando ISBN. |
| Papillon                            | Henri Charrière          | -                        | Erro de parâmetro em {ISBN}: Faltando ISBN. |
| Perdidos na Noite                   | James Leo Herlihy        | -                        | Erro de parâmetro em {ISBN}: Faltando ISBN. |
| Planeta do Sr. Samler, O            | Saul Bellow              | -                        | Erro de parâmetro em {ISBN}: Faltando ISBN. |
| Processo Maurizius, O               | Jakob Wassermann         | -                        | Erro de parâmetro em {ISBN}: Faltando ISBN. |
| Punhal de Marfim, O                 | Patricia Wentworth       | -                        | Erro de parâmetro em {ISBN}: Faltando ISBN. |
| Ragtime                             | E. L. Doctorow           | -                        | Erro de parâmetro em {ISBN}: Faltando ISBN. |
| Rebecca                             | Daphne Du Maurier        | -                        | Erro de parâmetro em {ISBN}: Faltando ISBN. |
| Rei de Ferro, O                     | Maurice Druon            | -                        | Erro de parâmetro em {ISBN}: Faltando ISBN. |
| Repouso do Guerreiro, O             | Christiane Rochefort     | -                        | Erro de parâmetro em {ISBN}: Faltando ISBN. |
| Revolução dos Bichos, A             | George Orwell            | -                        | Erro de parâmetro em {ISBN}: Faltando ISBN. |
| Romana, A                           | Alberto Moravia          | -                        | Erro de parâmetro em {ISBN}: Faltando ISBN. |
| Salário do Medo, O                  | Georges Anaud            | -                        | Erro de parâmetro em {ISBN}: Faltando ISBN. |
| Sandálias do Pescador, As           | Morris West              | -                        | Erro de parâmetro em {ISBN}: Faltando ISBN. |
| A Sangue Frio                       | Truman Capote            | -                        | Erro de parâmetro em {ISBN}: Faltando ISBN. |
| Satyricon                           | Petrônio                 | -                        | Erro de parâmetro em {ISBN}: Faltando ISBN. |
| Servidão Humana                     | Somerset Maugham         | -                        | Erro de parâmetro em {ISBN}: Faltando ISBN. |
| Sol É para Todos, O                 | Harper Lee               | -                        | Erro de parâmetro em {ISBN}: Faltando ISBN. |
| Sol Também Se Levanta, O            | Ernest Hemingway         | -                        | Erro de parâmetro em {ISBN}: Faltando ISBN. |
| Stiletto                            | Harold Robbins           | -                        | Erro de parâmetro em {ISBN}: Faltando ISBN. |
| Sublime Obsessão                    | Lloyd C. Douglas         | -                        | Erro de parâmetro em {ISBN}: Faltando ISBN. |
| Subterrâneos do Vaticano, Os        | André Gide               | -                        | Erro de parâmetro em {ISBN}: Faltando ISBN. |
| Taras Bulba                         | Nicolai Gogol            | -                        | Erro de parâmetro em {ISBN}: Faltando ISBN. |
| Terras de Caruaru                   | José Condé               | -                        | ISBN                                        |
| Buenos Aires Affair, The            | Manuel Puig              | -                        | Erro de parâmetro em {ISBN}: Faltando ISBN. |
| Tijolo de Segurança                 | Carlos Heitor Cony       | -                        | Erro de parâmetro em {ISBN}: Faltando ISBN. |
| Três Marias, As                     | Rachel de Queiroz        | -                        | Erro de parâmetro em {ISBN}: Faltando ISBN. |
| Triste Fim de Policarpo Quaresma    | Lima Barreto             | -                        | Erro de parâmetro em {ISBN}: Faltando ISBN. |
| Tubarão                             | Peter Benchley           | -                        | Erro de parâmetro em {ISBN}: Faltando ISBN. |
| Vila dos Confins                    | Mário Palmério           | -                        | Erro de parâmetro em {ISBN}: Faltando ISBN. |
| Vingança de Smiley, A               | John Le Carré            | -                        | Erro de parâmetro em {ISBN}: Faltando ISBN. |
| Violentos, Os                       | John D. MacDonald        | -                        | Erro de parâmetro em {ISBN}: Faltando ISBN. |

### Série Preta - Grandes Sucessos Série Ouro
| Título                           | Autor                | Tradutor | ISBN                                        |
| -------------------------------- | -------------------- | -------- | ------------------------------------------- |
| 79 Park Avenue                   | Harold Robbins       | -        | Erro de parâmetro em {ISBN}: Faltando ISBN. |
| A caldeira do diabo              | Grace Metalious      | -        | Erro de parâmetro em {ISBN}: Faltando ISBN. |
| A casa dos diamantes             | Gerald A. Browne     | -        | Erro de parâmetro em {ISBN}: Faltando ISBN. |
| A fúria                          | John Farris          | -        | Erro de parâmetro em {ISBN}: Faltando ISBN. |
| Ainda resta uma esperança        | J.M. Simmel          | -        | Erro de parâmetro em {ISBN}: Faltando ISBN. |
| As sandálias do pescador         | Morris West          | -        | Erro de parâmetro em {ISBN}: Faltando ISBN. |
| Atos de Amor                     | Elia Kazan           | -        | Erro de parâmetro em {ISBN}: Faltando ISBN. |
| Cimarron                         | Edna Ferber          | -        | Erro de parâmetro em {ISBN}: Faltando ISBN. |
| Espártaco                        | Howard Fast          | -        | Erro de parâmetro em {ISBN}: Faltando ISBN. |
| Eu, Claudius Imperator           | Robert Graves        | -        | Erro de parâmetro em {ISBN}: Faltando ISBN. |
| Hospital                         | Arthur Hailey        | -        | Erro de parâmetro em {ISBN}: Faltando ISBN. |
| Madame Ex                        | Hervé Bazin          | -        | Erro de parâmetro em {ISBN}: Faltando ISBN. |
| Medo de voar                     | Erica Jong           | -        | Erro de parâmetro em {ISBN}: Faltando ISBN. |
| O holocausto                     | Gerald Green         | -        | Erro de parâmetro em {ISBN}: Faltando ISBN. |
| O oportunista                    | Piers Paul Read      | -        | Erro de parâmetro em {ISBN}: Faltando ISBN. |
| O pássaro pintado                | Jerzy Konsinski      | -        | Erro de parâmetro em {ISBN}: Faltando ISBN. |
| O repouso do guerreiro           | Christiane Rochefort | -        | Erro de parâmetro em {ISBN}: Faltando ISBN. |
| O segredo mortal                 | Robert Ludlum        | -        | Erro de parâmetro em {ISBN}: Faltando ISBN. |
| O sequestro do metrô             | John Godey           | -        | Erro de parâmetro em {ISBN}: Faltando ISBN. |
| O verão antes da queda           | Doris Lessing        | -        | Erro de parâmetro em {ISBN}: Faltando ISBN. |
| Os sonhos morrem primeiro        | Harold Robbins       | -        | Erro de parâmetro em {ISBN}: Faltando ISBN. |
| Quando os Adams saíram de férias | Mendal W. Johson     | -        | Erro de parâmetro em {ISBN}: Faltando ISBN. |
| Satiricon                        | Petrônio             | -        | Erro de parâmetro em {ISBN}: Faltando ISBN. |
| Triângulo                        | Ken Follett          | -        | Erro de parâmetro em {ISBN}: Faltando ISBN. |